# Amaranthus scandens
Amaranthus scandens là loài thực vật có hoa thuộc họ Dền. Loài này được L.f. mô tả khoa học đầu tiên năm 1782.